# Nolina beldingii
Nolina beldingii là một loài thực vật có hoa trong họ Măng tây. Loài này được Brandegee mô tả khoa học đầu tiên năm 1890.